# اردک ارده‌ای کوئز
اردک ارده‌ای جزیره واشینگتن یا اردک ارده‌ای کوئز (نام علمی: Mareca strepera couesi)، یک اردک منقرض‌شده است که تنها توسط دو نمونه نابالغ از جزیره تراینا در اقیانوس آرام، جزایر لاین، کیریباتی شناخته شده است. آنها در موزه ملی تاریخ طبیعی در واشینگتن دی‌سی هستند. این پرنده به افتخار الیوت کوئز نام‌گذاری شد.

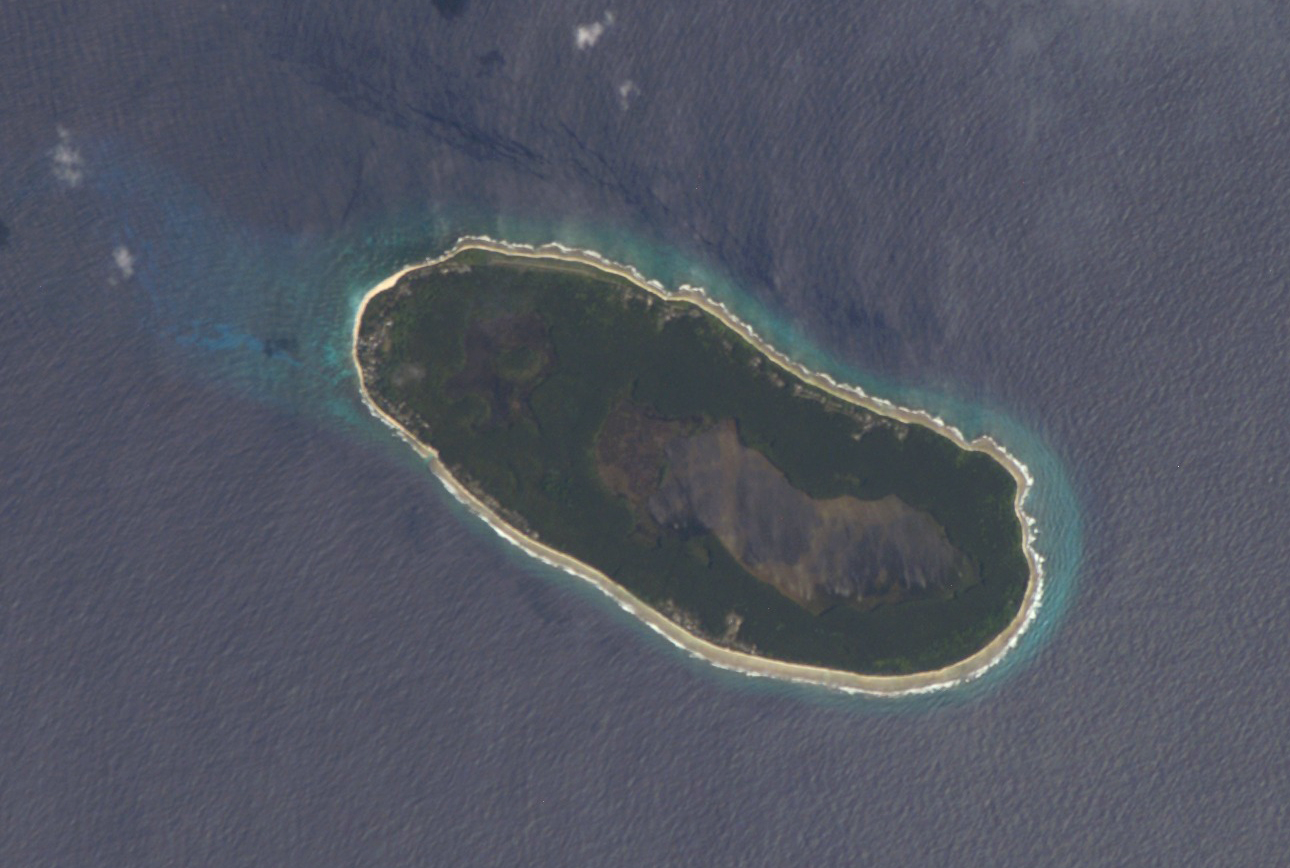
Teraina (جزیره واشینگتن)

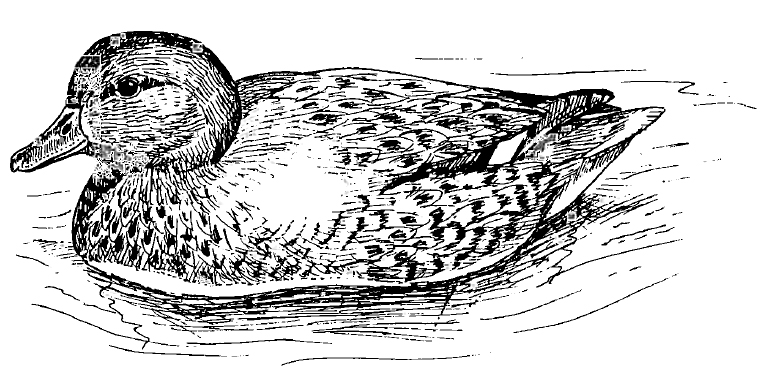
نگاره توسط جولیان پی هیوم